# Взаимоиндукция

Возникновение ЭДС индукции во вторичной обмотке трансформатора

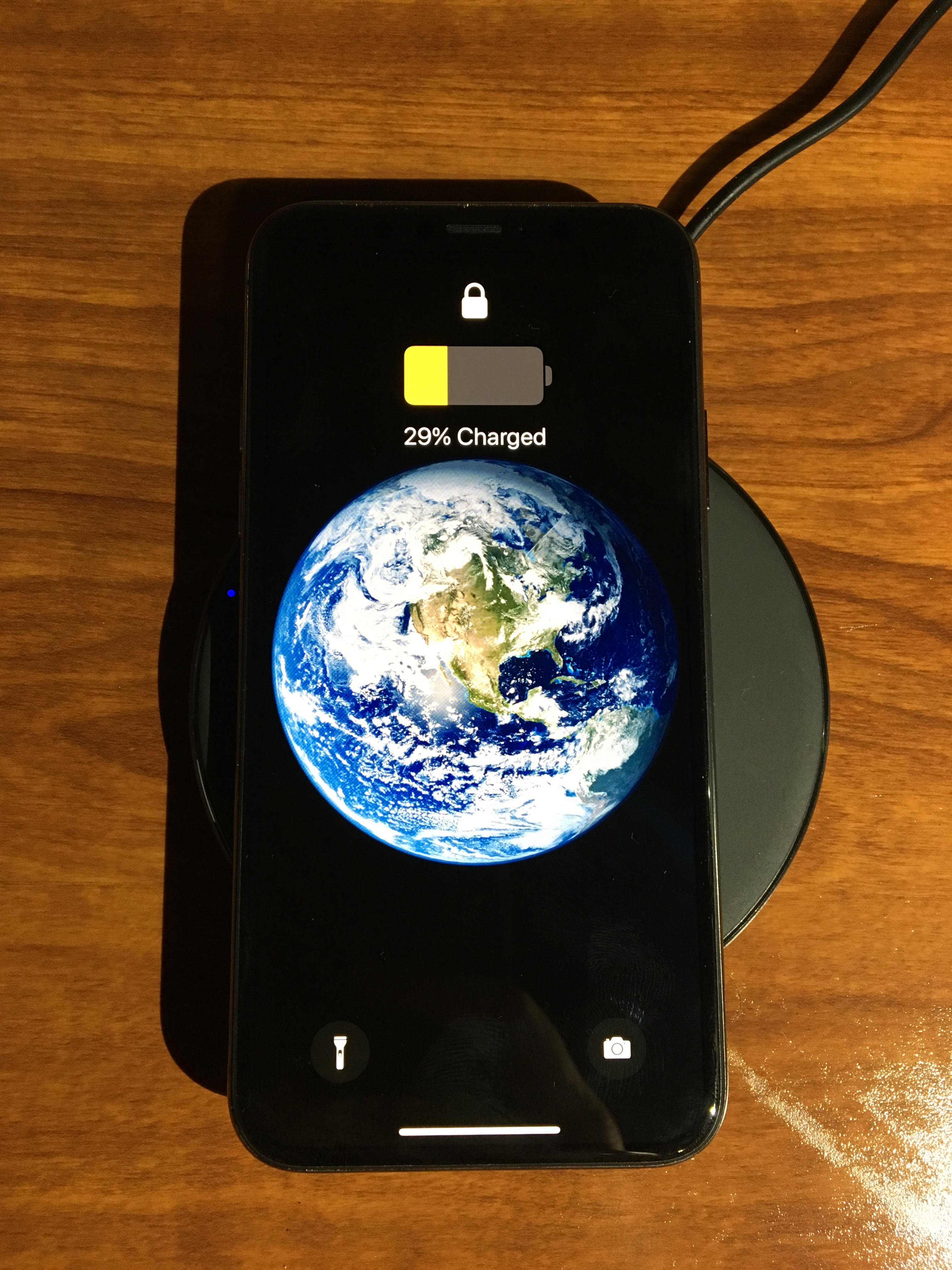
Использование взаимоиндукции для беспроводной зарядки смартфона

Взаимоиндукция (взаимная индукция) — явление возникновения ЭДС индукции в одном контуре при изменении силы тока во втором контуре и наоборот. Взаимоиндукция — частный случай электромагнитной индукции.
При изменении силы тока в первом контуре, во втором возникает ЭДС:
{\displaystyle {\mathcal {E_{2}}}=-{{d\Psi _{1}} \over dt}=-L{dI_{1} \over dt}}
где
{\displaystyle {\mathcal {E_{2}}}} — электродвижущая сила во втором контуре,
{\displaystyle \Psi _{1}} — потокосцепление первого контура,
{\displaystyle I_{1}} — сила тока в первом контуре,
{\displaystyle L} — взаимная индуктивность контуров.
При изменении силы тока во втором контуре, в первом возникает ЭДС:
{\displaystyle {\mathcal {E_{1}}}=-{{d\Psi _{2}} \over dt}=-L{dI_{2} \over dt}}
где
{\displaystyle {\mathcal {E_{1}}}} — электродвижущая сила в первом контуре,
{\displaystyle \Psi _{2}} — потокосцепление второго контура,
{\displaystyle I_{2}} — сила тока во втором контуре,
{\displaystyle L} — взаимная индуктивность контуров.
Явление взаимоиндукции применяется для повышения и понижения напряжения переменного тока в трансформаторах.